# Corpus Christi College (Cambridge)
Pour les articles homonymes, voir Corpus Christi College.

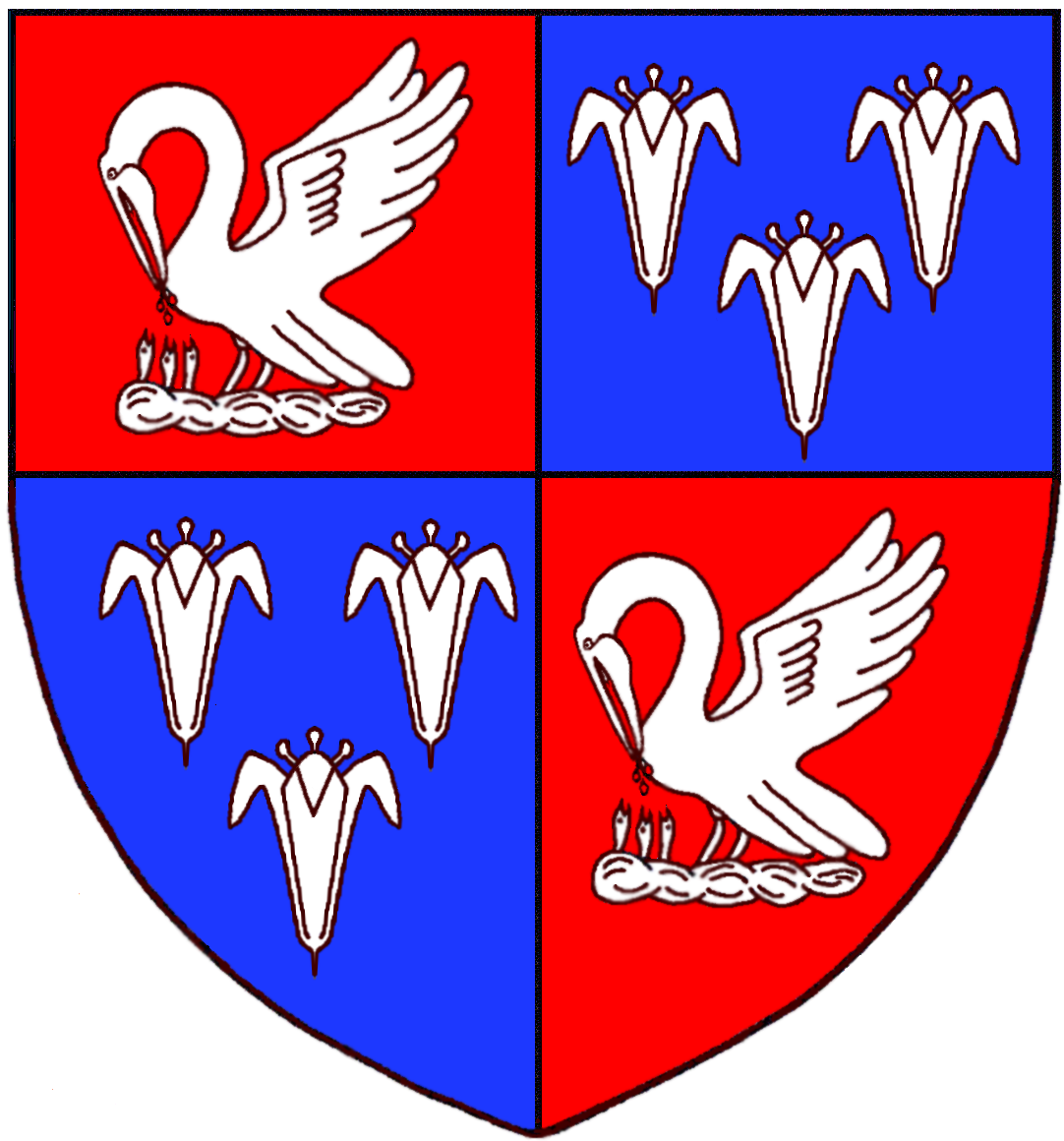
Blason.

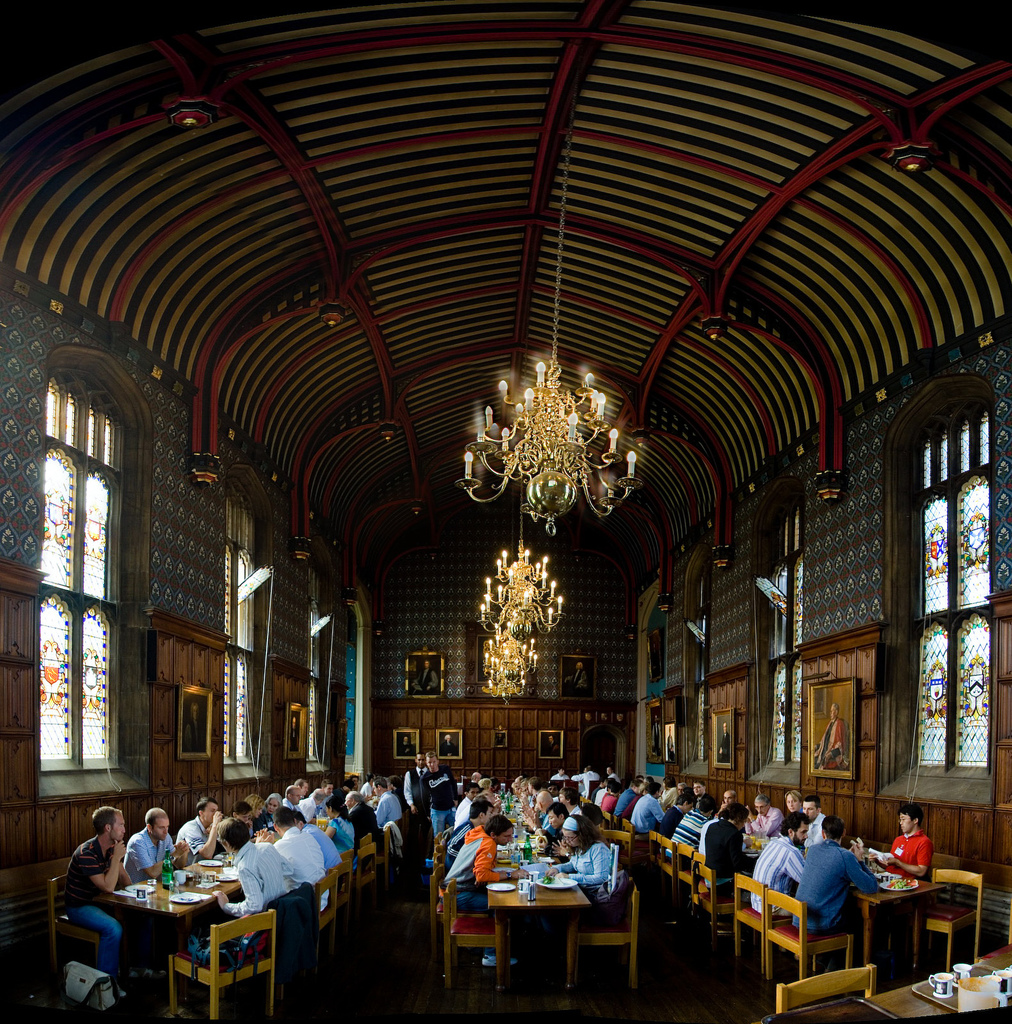
Salle à manger.

Corpus Christi est un des 31 collèges de l'université de Cambridge au Royaume-Uni. Il a été fondé en 1352, ce qui en fait le 8e des collèges de Cambridge dans l'ordre d'ancienneté.
Son nom complet est "Le Collège du Corpus Christi et la Bienheureuse Vierge Marie" (The College of Corpus Christi and the Blessed Virgin Mary), souvent abrégé en "Corpus", ou même, autrefois, en "Le Corps" (The Body). Il est le seul collège à avoir été fondé par des bourgeois de Cambridge et non par de riches et puissants hauts personnages.
Avec environ 250 étudiants de premier cycle et 200 étudiants de troisième cycle, il est le deuxième plus petit des collèges traditionnels de l'Université (après Peterhouse).
Le Collège a traditionnellement connu de forts taux de réussite académique au sein de l'Université de Cambridge. Dans la table officieuse de Tompkins, qui classe les collèges par classe de diplômes obtenus par leurs étudiants de premier cycle, Corpus Christi  était troisième en 2012, avec 32,4 % de ses étudiants de premier cycle à atteindre des résultats de première classe. La position moyenne du collège ces dernières années est entre la 9e et la 10e place.
Corpus Christi est l'un des collèges de Cambridge les plus riches en termes d'actifs. Il dispose d'un trésor d'argenterie exceptionnel, étant le seul collège de Cambridge à n'avoir pas vendu son argenterie pendant la Révolution anglaise. La dotation de l'Ordre s'élevait à 97,4 M£ à la fin de juin 2016 et ses terrains et immeubles en pleine propriété étaient évalués à 118 M£ à la fin de l'exercice 2013.

## Étymologie
Corpus Christi, ou Corpus Domini, sont d’autres noms donnés à la Fête-Dieu, appelée aussi Fête du Saint-Sacrement, fête essentiellement catholique célébrée le jeudi qui suit la Trinité, c'est-à-dire soixante jours après Pâques. Dans l’Église catholique, le nom officiel actuel de cette fête est « Solennité du corps et du sang du Christ ». Cette fête est donc associée de près au dogme catholique de la transsubstantiation, dogme particulièrement contentieux pour les différentes branches du protestantisme, y compris l’Église anglicane, qui a aboli la Fête-Dieu, remplacée par une journée d’actions de grâce.  Le collège, devenu anglican, a néanmoins conservé son nom et une partie des traditions liées à l’ancienne Fête-Dieu.

## Historique

### Fondation
La guilde de Corpus Christi fut fondée en 1349 par des bourgeois de Cambridge, William Horwode, Henry de Tangmere et John Hardy alors que la peste noire approchait inexorablement, dans le but de créer un collège et, sans doute de penser à l'avenir au lieu de juste attendre la mort. La même année, après le passage de l'épidémie qui emporta environ 1/3 de la population, cette guilde fusionna avec une guilde plus ancienne, la guilde de la Sainte Vierge Marie (Guild of the Blessed Virgin Mary), particulièrement décimée par la peste. Décidée à fonder un nouveau collège au sein de l’université de Cambridge, la nouvelle guilde acquit du terrain en centre-ville tandis que leur protecteur, Henry de Grosmont, duc de Lancastre,  obtenait du roi Édouard III, en 1352, la licence nécessaire pour fonder ce nouveau collège,.

La construction des premiers bâtiments formant une simple cour (qui sera ultérieurement connue comme the Old Court) commença immédiatement, ce qui permit d’héberger dès 1356 un proviseur (master), deux professeurs (fellows) et une vingtaine d’étudiants. Les statuts du collège furent rédigés la même année. Le collège et la guilde fusionnèrent ensuite complètement, ce qui dota le collège d’un premier patrimoine en termes de domaine foncier et de revenus. Le collège hérita aussi des traditions cérémonielles de la guilde, dont la principale était d’organiser la procession annuelle de la Fête-Dieu à travers Cambridge, la journée se terminant par des agapes extravagantes. La Réforme protestante mit fin à la procession (en 1535), mais le collège continue à ce jour à organiser un dîner de gala le jour de la Fête-Dieu.   

### Période médiévale
Malgré sa première dotation, le collège resta relativement pauvre au cours de ses trois premiers siècles et ne construisit pas de nouveaux bâtiments - et conserva en bon état old court, véritable prototype des bâtiments universitaires anglais dont le principe fut reproduit pendant 6 siècles. N’ayant pas de chapelle en propre, les membres du collège allaient aux offices de l’église de la ville, toute proche, l’Église Saint-Bene't (ce nom inhabituel est une abréviation de Saint Benedict, donc Saint Benoît). Le collège utilisa le nom de Saint Bene't lorsque la référence au catholicisme contenue dans le nom de Corpus Christi devint trop lourd à porter, particulièrement pendant la période de la Réforme protestante. En 1376, le collège possédait 55 livres, et bien d’autres allaient lui être donnés ou légués au cours des siècles : 76 livres furent légués par Thomas Markaunt en 1439 et 12 par le master John Tytleshale en 1446, en attendant le legs majeur consenti au XVIe siècle par l’archevêque de Canterbury Matthew Parker, le plus grand bienfaiteur du collège.

Lors de la révolte des paysans de 1381, le collège fut attaqué et mis à sac par les habitants de la ville de Cambridge (accompagnés semble-t-il de quelques étudiants), maire de la ville en tête. Les assaillants pillèrent complètement le collège, le vidant complètement et emportant en particulier l’argenterie, et la charte du collège pour la brûler. Curieusement, cet événement eut lieu dans la semaine de la Fête-Dieu. Le collège, l’un des seuls à être ainsi dévalisé, avait sans doute été attaqué parce qu’il était propriétaire de nombreux biens loués. Il demanda 80 livres de dommages (soit environ 50 000 livres actuelles). 
Lors de la guerre des Deux-Roses en 1460, le collège se protégea contre toute nouvelle attaque en achetant les armements nécessaires. 
La duchesse de Norfolk, Elisabeth Tilney, et sa sœur Éléonore Talbot firent des dons importants au collège dans les années 1460 et financèrent la réparation des bâtiments. A la même époque le proviseur (master) Thomas Cosyn fit construire la première chapelle du collège et un passage couvert entre Old Court et l’Église St Bene't. Au cours des siècles suivants, des chambres mansardées furent installées sous les combles pour augmenter le nombre d’étudiants.

### Réforme protestante
Bien que peu touché directement par les troubles religieux, le collège a compté des adhérents et des martyrs des deux partis. Parmi les plus notables du côté catholique, Richard Reynolds, exécuté pour avoir refusé de prêter allégeance à Henry VIII, et du côté protestant, William Sowode qui mit fin aux processions de la Fête-Dieu organisées par le collège, Thomas Dusgate et George Wishart, exécutés pour cause de protestantisme et finalement le réformateur et archevêque de Canterbury Matthew Parker, qui devint le proviseur et surtout le bienfaiteur du collège auquel il légua non seulement une collection exceptionnelle de manuscrits et livres anciens (la bibliothèque Parker) mais encore une riche vaisselle d’argent et son symbole, le pélican. Soucieux de la pérennité de son héritage, Parker avait prévu que si un certain nombre d’éléments de son legs (livres ou pièces d’argenterie) étaient détruits ou perdus, ce legs devrait passer à un autre collège, Gonville and Caius College, voire à un second, Trinity Hall, en cas de nouvelles pertes. Résultat, des représentants de ces deux collèges viennent régulièrement inspecter les collections pour vérifier s’il y a eu des disparitions. C’est l’une des raisons déterminantes qui ont fait que le collège de Corpus Christi est le seul qui n’ait jamais vendu ou fondu son argenterie.
En 1578, l’accroissement du nombre des élèves nécessita une chapelle plus grande. Mais celle-ci ne fut achevée qu’à grand peine en 1662 après avoir presque conduit le collège à la banqueroute.  Parmi les donateurs on relève les noms de Nicholas Bacon, la reine Élisabeth Ire et Sir Francis Drake.
Pour trancher les disputes à propos de la nomination du prochain proviseur, la reine Élisabeth Ire imposa John Jegon en 1590, un bon choix puisqu’il sut trouver des ressources et régler la situation économique précaire du collège, notamment en instituant le statut de fellow commoners, sorte d’auditeurs libres qui pouvaient rester un an ou deux moyennant paiement.

### Période de laGuerre civileet desrébellions jacobites(1688-1746)
Exception parmi les autres collèges d’Oxford et de Cambridge, Corpus Christi put rester neutre durant la Guerre civile et échapper aux pires excès et violences de cette période. L’argenterie fut répartie entre les professeurs, cachée par eux pendant le conflit, et restituée à l’issue. Sur le plan religieux, l’envoyé de Cromwell, William Dowsing, ne trouva « rien à redire » lors de sa tournée d’inspection à Corpus Christi. L’Église Saint-Bene't eut moins de chance et connut une purge sévère pendant les années du commonwealth républicain (1649-1660).

### Siècle des Lumières
Le collège a continué à croître tout au long du XVIIIe siècle et a formé plusieurs ecclésiastiques et savants éminents, y compris les soi-disant « bénédictins », une douzaine d'historiens, chartistes et archéologues bien connus parmi lesquels Richard Gough et William Stukeley.
Dans les années 1740, l'archevêque Thomas Herring légua mille livres sterling pour la reconstruction du collège, ce qui provoqua plusieurs tentatives avortées pour commencer cette reconstruction. En 1770, Matthias Mawson, ancien proviseur de Corpus Christi et évêque d'Ely, a légué trois mille livres pour financer la démolition partielle et la reconstruction du collège, mais ce n'était pas suffisant. Ce n'est qu'en 1822 que, grâce aux 55 000 livres accumulées dans le fonds de reconstruction, William Wilkins, qui avait récemment achevé des travaux importants à Downing College,  King’s College  et Trinity College, fut chargé de bâtir, en style néo-gothique, ce qui allait devenir la nouvelle Cour (‘’New Court’’) au bout des cinq ans de travaux qui furent nécessaires. Sa construction a nécessité la démolition de plusieurs bâtiments, y compris la chapelle élisabéthaine. La chapelle actuelle à New Court fait partie de la construction du XIXe siècle. L'achèvement de ‘’New Court’’ permit de faire passer le nombre des étudiants de 48 à 100.

### Période victorienne
Au cours du XIXe siècle, le collège s’est trouvé fortement associé au mouvement évangélique né du Grand Réveil. Dans les années 1860, sa popularité s’accrut au point qu’il se trouvait au 3e rang des collèges de Cambridge en nombre d’étudiants. Pendant de nombreuses années, la majorité des diplômés de Corpus Christi poursuivait une carrière ecclésiastique dans l’Église anglicane. Mais la société et le cadre législatif évoluèrent rapidement au XIXe siècle : les catholiques furent admis à entrer à l’université, l’éventail des matières enseignées s’élargit, les auditeurs libres (‘’fellow commoners’’) tombèrent graduellement en désuétude. En 1882, les professeurs (‘’fellows’’) furent autorisés à se marier, ce qui permit de professionnaliser l’enseignement qui, jusque-là, n’était qu’une étape entre les études et une nomination comme pasteur de paroisse.  
À partir des années 1880, le collège connut des difficultés, particulièrement dans l’enseignement théologique avec l’émergence de nouvelles institutions évangéliques, et le nombre des étudiants fut ramené à 50. C’est à cette époque que le sulfureux ‘’Chess Club’’ fut fondé ; malgré ce nom très respectable, il se fit essentiellement connaître par l’organisation de beuveries et d’orgies. Il devait être interdit, comme tous les autres clubs de ce type, dans les années 1980.

### Période édouardienne
En 1906, le colonel Robert Caldwell devint le premier laïc nommé à la tête de Corpus Christi. Il modifia les politiques d’admission et encouragea l’entrée d’étudiants ou d’enseignants en provenance d’autres collèges. Le principal débouché du collège cessa d’être la prêtrise anglicane. Le nombre des étudiants réaugmenta significativement, une nouvelle bibliothèque fut créée pour les étudiants du premier cycle. Le collège modernisa graduellement ses installations : constructions de ‘’water closets’’ en 1901, apparition de baignoire vers 1914 et début de la construction d’installations sportives à l’ouest de Cambridge en 1939.

### Seconde Guerre mondiale
Pendant la Seconde Guerre mondiale, le proviseur était Sir Will Spens, qui était aussi le Commissaire régional de la Région Est. Si les Allemands avaient envahi l’Angleterre, il aurait été chargé d’administrer l’est du pays depuis un bunker souterrain. C’est sans doute là l’origine d’une rumeur aussi persistante qu’infondée faisant état d’un réseau de tunnels creusés sous les bâtiments de Corpus Christi. 
Pendant les années de guerre, les étudiants étant moins nombreux, des formations furent délivrées à des élèves-officiers ou officiers de l’Armée à Corpus Christi. En raison de l’augmentation du nombre de ses étudiants pendant les années 1930, Corpus Christi est l’une des rares institutions britanniques à avoir perdu davantage d’hommes (96) pendant la Seconde Guerre mondiale que pendant la première comme le montre le mémorial qui se trouve dans la chapelle du collège Seconde Guerre mondiale.
Le collège est propriétaire du grand pub « The Eagle », qui fait face à l’Église Saint-Bene’t, qui fut un des grands points de rendez-vous des officiers de la RAF pendant la guerre. Les rénovations du pub ont révélé des centaines de leurs graffitis, signatures, dessins ou textes.

### Période récente
Les années 1960 virent l’introduction du chauffage central dans l’ensemble du campus et l’ouverture de l’annexe de Leckhampton comme site résidentiel pour les professeurs et les étudiants de 3e cycle. Un nouveau bâtiment fut construit en 1964, baptisé bâtiment  George Thomson en l’honneur de cet ancien proviseur, par ailleurs Prix Nobel de Physique. En 1963 également, le premier bar du campus fut ouvert.
À partir de 1963, les femmes furent admises à participer au chœur et à dîner dans la grande salle. En 1983, elles furent admises comme étudiantes. (Elles avaient pu participer au corps professoral et aux recherches en 3e cycle quelques années auparavant.)
En 1983, le collège a achevé la construction de logements supplémentaires pour les étudiants de premier cycle à Botolph Court. Des travaux de rénovation similaires ont été achevés à Bene't Court au-dessus du pub ‘’The Eagle’’ dans les années 1990 avec la création du bâtiment Robert Beldam.
En 2008, le collège a achevé la rénovation d'un ancien bâtiment de banque adjacent de la bibliothèque et d'autres bâtiments collégiaux pour créer le «Library Court», la troisième cour du campus.
En 2012 a été inauguré le Kho Building sur le site de Leckhampton; ce nouveau bâtiment est destiné à accueillir de nouveaux étudiants de 3e cycle ; il comporte 34 studios de 22,5 m2 et plus et 6 chambres individuelles. La même année le bâtiment George Thomson a été complètement rénové.

### Faits divers
En janvier 2012, plusieurs pièces d'argenterie, dont des calices et des patènes, d'une valeur totale de 11 596 livres ont été volées à la chapelle du collège pendant les heures de visite ouvertes au public. Plusieurs pièces d'une valeur totale de 956 livres ont été récupérées quinze jours plus tard ; le reste avait été fondu. Un habitant de la région de Cambridge a été arrêté pour ce vol. Fort heureusement, aucune des pièces perdues ne faisait partie du legs de Matthew Parker.

## Anciens élèves célèbres
- Matthew Parker (1504-1575), archevêque de Canterbury (1559–1575), proviseur et l'un des plus grands bienfaiteurs de Corpus Christi et vice-chancelier de l'Université de Cambridge ;
- Sir Nicholas Bacon (1509-1579), juriste et homme politique anglais ;
- George Wishart (1513-1546),	réformateur écossais et martyr protestant ;
- Robert Browne (1540-1630), théologien congrégationaliste et séparatiste anglais ;
- Sir Thomas Cavendish (1555-	1592), navigateur ;
- Robert Greene (1558-1592), écrivain anglais ;
- John Greenwood (...-1593), ecclésiastique congrégationaliste et séparatiste anglais, martyr ;
- Christopher Marlowe	(1564-1593), dramaturge, poète et traducteur ;
- John Robinson (1575-1625), pasteur des pères pèlerins ;
- John Fletcher (1579-1625), auteur dramatique ;
- Thomas Tenison (1636-1715), archevêque de Canterbury (1694-1715) ;
- Samuel Wesley (1662-1735), écrivain et poète anglais, père de John Wesley ;
- Stephen Hales (1677-1761), physiologiste, chimiste et inventeur ;
- William Stukeley (1687-1765), archéologue, collectionneur et biographe d'Isaac Newton ;
- Charles Yorke (1722-1770), lord grand chancelier de Grande-Bretagne ;
- Richard Gough (1735-1809), historien ;
- William Henry Dines (1855-1927), météorologue ;
- John Cowper Powys (1872-1963) écrivain, philosophe et conférencier ;
- Llewelyn Powys (1884-1939), écrivain anglais ;
- Henry Macintosh (1892-1918), athlète et héros de la Première Guerre mondiale ;
- Basil Henry Liddell Hart (1895-1970), historien spécialiste de l'histoire militaire ;
- Boris Ord (1897-1961), compositeur ;
- Christopher Isherwood, (1904-1986), romancier ; il quitta ses études en cours de route en 1925 ;
- Dudley Senanayake (1911-1973), premier ministre du Sri Lanka (1952–1953, 1960, 1965–1970) ;
- John Chadwick (1920-1998), philologue britannique, célèbre pour son rôle dans le déchiffrement du linéaire B ;
- Robin Coombs (1921-2006), immunologiste ;
- Edward Palmer Thompson (1924-1993), historien, militant socialiste et militant pacifiste ;
- Joe Farman (1930-2013), géophysicien, découvreur du trou dans la couche d’ozone au-dessus de l’Antarctique;
- David Ramsbotham (1934-2022), militaire et un homme politique britannique.
- Richard Henderson (1945- ), chimiste et universitaire britannique, prix Nobel de chimie ;
- Lord Francis Maude of Horsham (1953-  ), homme politique conservateur britannique, plusieurs fois ministre, notamment des gouvernements Cameron ;
- Owen Paterson (1956-...), homme politique conservateur britannique, plusieurs fois secrétaire d’État ;
- Shah Mehmood Qureshi (1956-...), ministre des Affaires étrangères pakistanais du 31 mars 2008 au 9 février 2011 ;
- David Gibbins (1962	- ...), romancier et archéologue;
- Marty Natalegawa (1963-...), ministre des affaires étrangères d'Indonésie (2009-2014) ;
- Hugh Bonneville (1963-...), acteur britannique ;
- Madeleine Bunting (1964-...), auteur, journaliste et rédactrice en chef ;
- Murray Gold	(1969-...), compositeur britannique de musique de films ;
- David Saint-Jacques (1970-...), astronaute canadien.

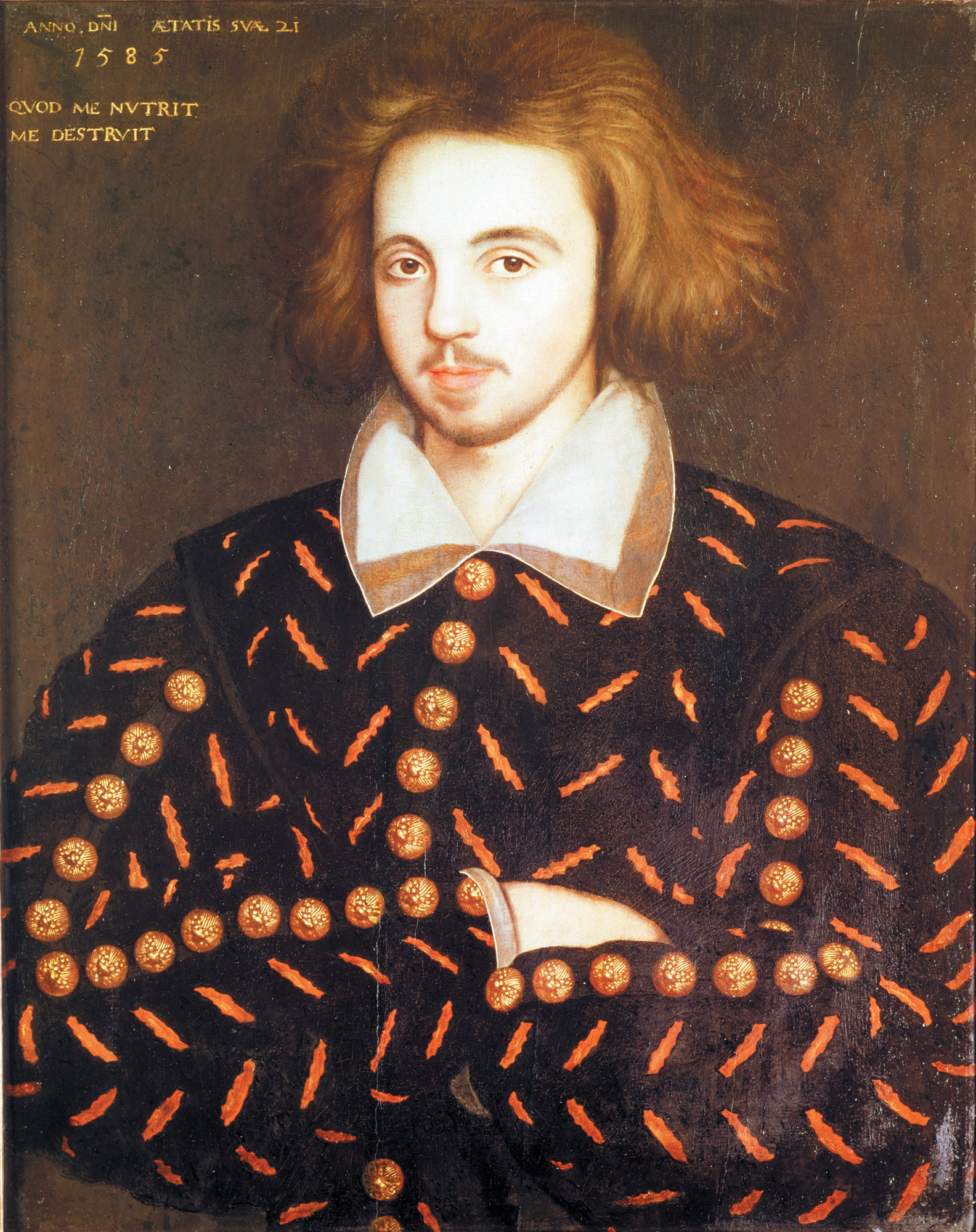
Christopher Marlowe, auteur dramatique.
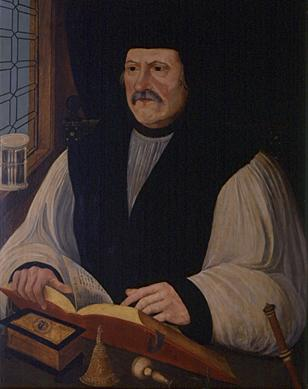
Portrait de l'archevêque Matthew Parker.
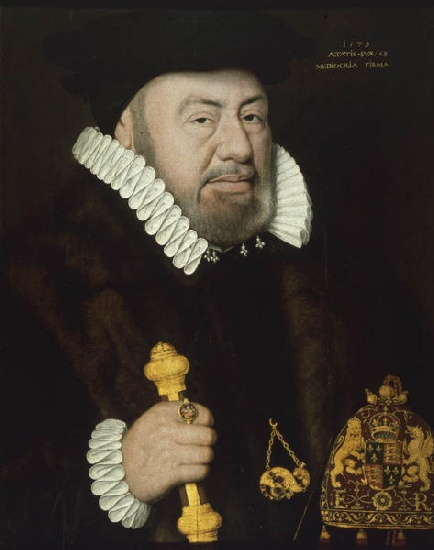
Sir Nicholas Bacon.
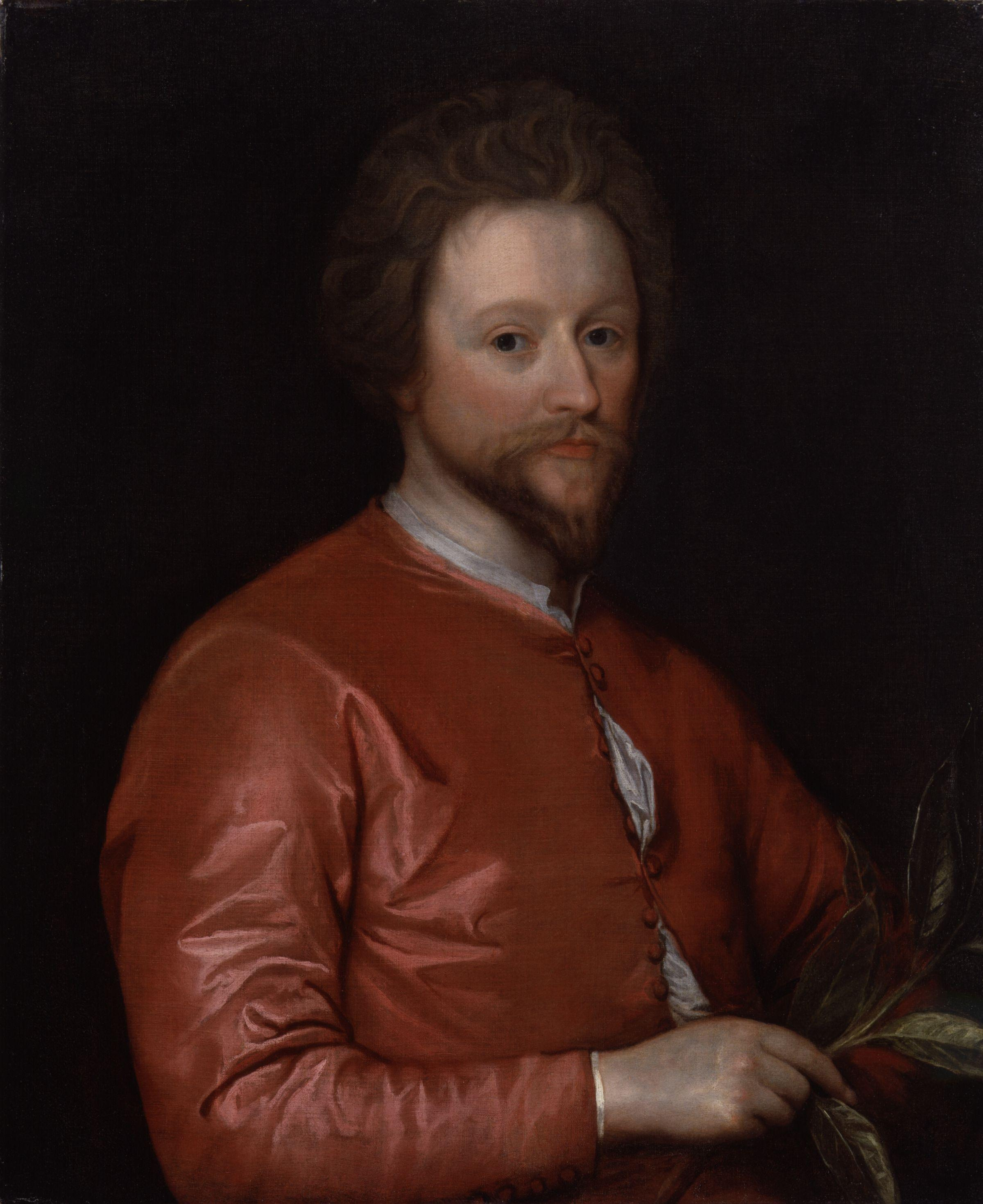
John Fletcher, auteur dramatique contemporain de Shakespeare.
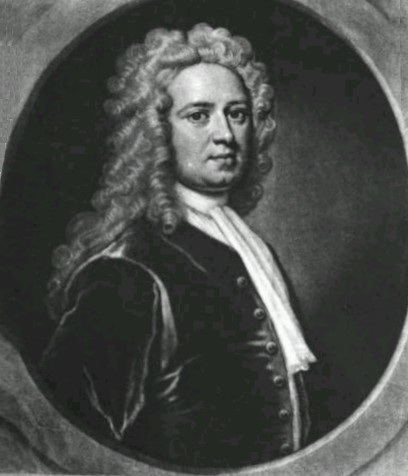
William Stukeley.
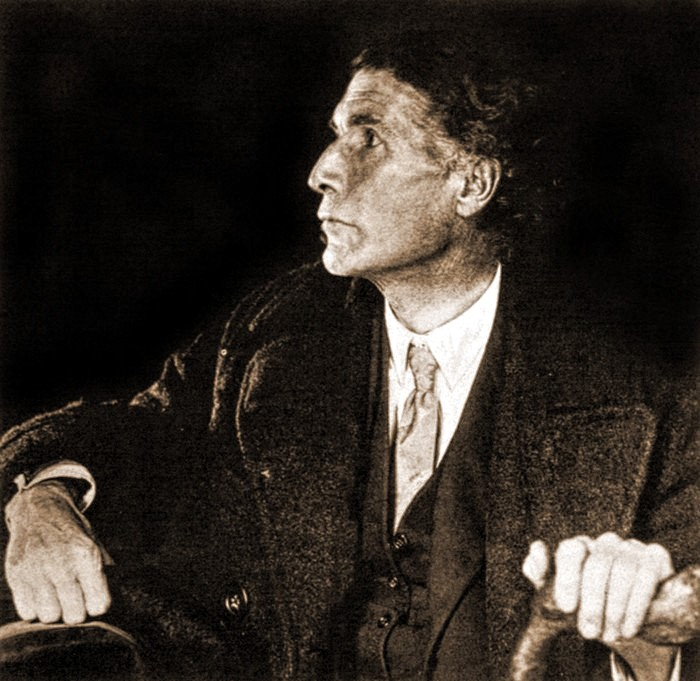
John Cowper Powys.
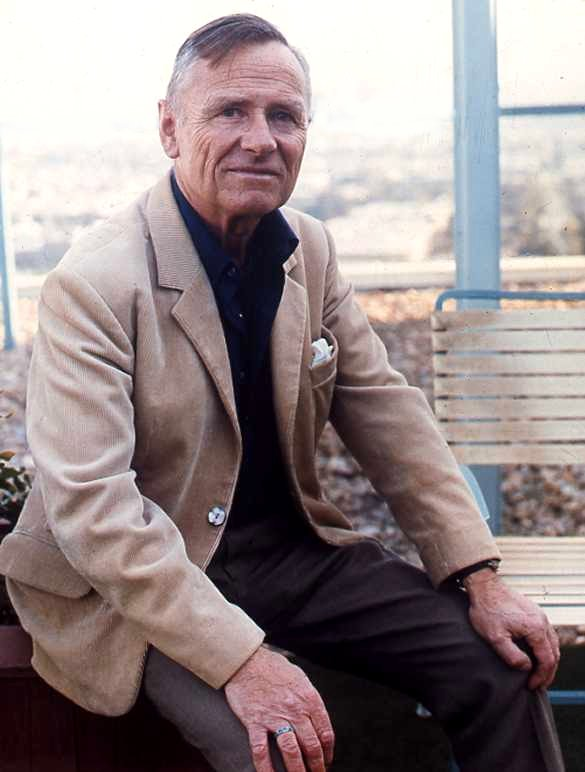
Christopher Isherwood.